# Abai Karpykov
Abai Karpykov (en cyrillique Абай Садвокасович Карпыков), est un cinéaste kazakh, né le 6 février 1955 au Kazakhstan, alors en Union soviétique.
Il fait partie des réalisateurs de la Nouvelle Vague du cinéma kazakh.

## Filmographie
- 1989 : Un Petit poisson amoureux (Влюбленная рыбка, Vlioublyonnaya rybka)
- 1991 : Blown Kiss (Воздушный поцелуй, Vozdouchnyy potselouy)
- 1995 : Celui qui est plus tendre (Тот, кто нежнее, Tot, kto nezhnee)
- 2003 : Un Phare (Фара, Fara)
- 2005 : La Chasse au renne de Sibérie (Охота на изюбря, Okhota na izyoubria) (série télévisée)
- 2007 : On the way to the heart (На пути к сердцу, Na pouti k serdtsou) (série télévisée)